# Cloud Top 488
A Cloud Top 488 a világ legmagasabban üzemelő, vízszintes óriáskereke Kantonban (Kuangtung, Kína).
Az óriáskerék a 488 méter magas Canton Tower tetején áll. A kerék terveit 2009 áprilisában fejezték be, az építési munkálatok novemberben kezdődtek, és 2010 augusztusára tervezik az elkészült építmény tesztelését. Korábban 2010. október 1-je előttre tervezték a megnyitását, mert akkor rendezte a város a 16. Ázsia Játékokat. Végül 2011-ben nyílt meg a látogatók előtt.
Az óriáskeréknek 16 átlátszó kapszulája van, melyek összesen száz ember befogadására képesek. Egy menet 20-30 perc közötti.